# (4103) Chahine
(4103) Chahine ist ein Hauptgürtelasteroid, der am 4. März 1989 von Eleanor Helin am Palomar-Observatorium entdeckt wurde. Er hat eine helle Oberfläche mit einer Albedo von etwa 0,35.
Der Asteroid wurde nach Moustafa Chahine, dem Chef-Wissenschaftler des Jet Propulsion Laboratory, benannt.